# Elena Antoci
Elena Antoci (născută Buhăianu, nume după prima căsătorie: Iagăr, n. 16 ianuarie 1975, Brașov, România) este o fostă alergătoare română, specializată în proba de 1500 de metri.

## Carieră
A urmat cursurile Facultății de Educație Fizică și Sport din cadrul Univerității Babeș-Bolyai Cluj – Napoca, promoția 2004. A început atletismul la Liceul Sportiv din Brașov. Prima ei performanță notabilă a fost la Campionatul European de Cros din 1997 de la Oeiras. Cu echipa României (Elena Fidatov, Mariana Chirilă, Stela Olteanu) a obținut medalia de argint. În 1998 a participat la Campionatul European de la Budapesta unde a obținut locul 9 la 1500 m. Anul următor, la Universiada de la Palma de Mallorca, a câștigat medalie de aur la 1500 m și medalia de bronz la 800. Tot în 1999, s-a clasat pe locul 6 la Campionatul Mondial de la Sevilla.
În anul 2000 ea s-a clasat pe locul 10 la Campionatul European în sală. În același an a participat pentru prima prima oară la Jocurile Olimpice. Pe Stadionul Australia din Sydney a ajuns până în semifinale. La Universiada din 2001 de la Beijing a ocupat locul 8.
La Campionatul European în sală din 2002 de la Viena Elena Antoci a devenit vicecampioană europeană. În sezonul în aer liber a câștigat medalia de aur la 1500 m și medalia de argint la 800 m la Campionatul Mondial Militar de la Tivoli. La Campionatul Mondial în sală din 2003 a ocupat locul 6. În 2004 ea a participat la Jocurile Olimpice de la Atena, dar nu a reușit să se califice în finală.
În anul 2005, la Campionatul Europeanîn sală de la Madrid, a câștigat titlul european, învingând-o pe compatrioata Corina Dumbrăvean. La Campionatul Mondial în sală din 2008 a luat startul atât la 1500 m cât și la 3000 m dar nu s-a calificat în finale. În același an s-a retras din activitate după ce a fost scoasă din lot olimpic, având valori mărite la hemoglobină.
A fost Laureată a sportului românesc în 2005 și a primit Cupa de Cristal pentru performanțe deosebite  de-a lungul carierii, în 2008. Maestră Emerită a Sportului. În 2004 ea a fost decorată cu Medalia „Meritul Sportiv” clasa I.

## Realizări
| An   | Competiție                   | Locație                   | Loc | Eveniment | Note    |
| ---- | ---------------------------- | ------------------------- | --- | --------- | ------- |
| 1997 | Campionatul European de Cros | Oeiras, Portugalia        | 27  | 5,4 km    | 18:48   |
| 1997 | Campionatul European de Cros | Oeiras, Portugalia        | 2   | echipe    | 18:48   |
| 1998 | Campionatul European         | Budapesta, Ungaria        | 28  | 800 m     | 2:04,01 |
| 1998 | Campionatul European         | Budapesta, Ungaria        | 10  | 1500 m    | 4:15,48 |
| 1999 | Universiada                  | Palma de Mallorca, Spania | 3   | 800 m     | 2:00,26 |
| 1999 | Universiada                  | Palma de Mallorca, Spania | 1   | 1500 m    | 4:16,10 |
| 1999 | Campionatul Mondial          | Sevilla, Spania           | 6   | 3000 m    | 4:04,27 |
| 2000 | Campionatul European în sală | Gent, Belgia              | 10  | 1500 m    | 4:17,64 |
| 2000 | Jocurile Olimpice            | Sydney, Australia         | 30  | 800 m     | 2:03,69 |
| 2000 | Jocurile Olimpice            | Sydney, Australia         | 23  | 1500 m    | 4:14,75 |
| 2001 | Campionatul Mondial în sală  | Lisabona, Portugalia      | 16  | 3000 m    | 9:08,46 |
| 2001 | Campionatul Mondial          | Edmonton, Canada          | 30  | 1500 m    | 4:24,72 |
| 2001 | Universiada                  | Beijing, China            | 8   | 1500 m    | 4:12,75 |
| 2002 | Campionatul European în sală | Viena, Austria            | 2   | 1500 m    | 4:06,90 |
| 2002 | Campionatul European         | München, Germania         | 15  | 1500 m    | 4:09,37 |
| 2002 | Jocurile Mondiale Militare   | Tivoli, Italia            | 1   | 1500 m    | 4:11,87 |
| 2003 | Campionatul Mondial în sală  | Birmingham, Anglia        | 6   | 1500 m    | 4:07,44 |
| 2004 | Jocurile Olimpice            | Atena, Grecia             | 34  | 1500 m    | 4:11,48 |
| 2005 | Campionatul European în sală | Madrid, Spania            | 1   | 1500 m    | 4:03,09 |
| 2008 | Campionatul Mondial în sală  | Valencia, Spania          | 11  | 1500 m    | 4:13,93 |
| 2008 | Campionatul Mondial în sală  | Valencia, Spania          | 13  | 3000 m    | 8:58,01 |

## Recorduri personale
| Probă          | Performanță | Dată              | Locație   |
| -------------- | ----------- | ----------------- | --------- |
| 800 m          | 1:59,43     | 13 iunie 2004     | București |
| 1500 m         | 4:02,90     | 19 iulie 2002     | Monaco    |
| 800 m în sală  | 2:02,09     | 23 februarie 2003 | București |
| 1500 m în sală | 4:03,09     | 5 martie 2005     | Madrid    |